# Roger Kintopf

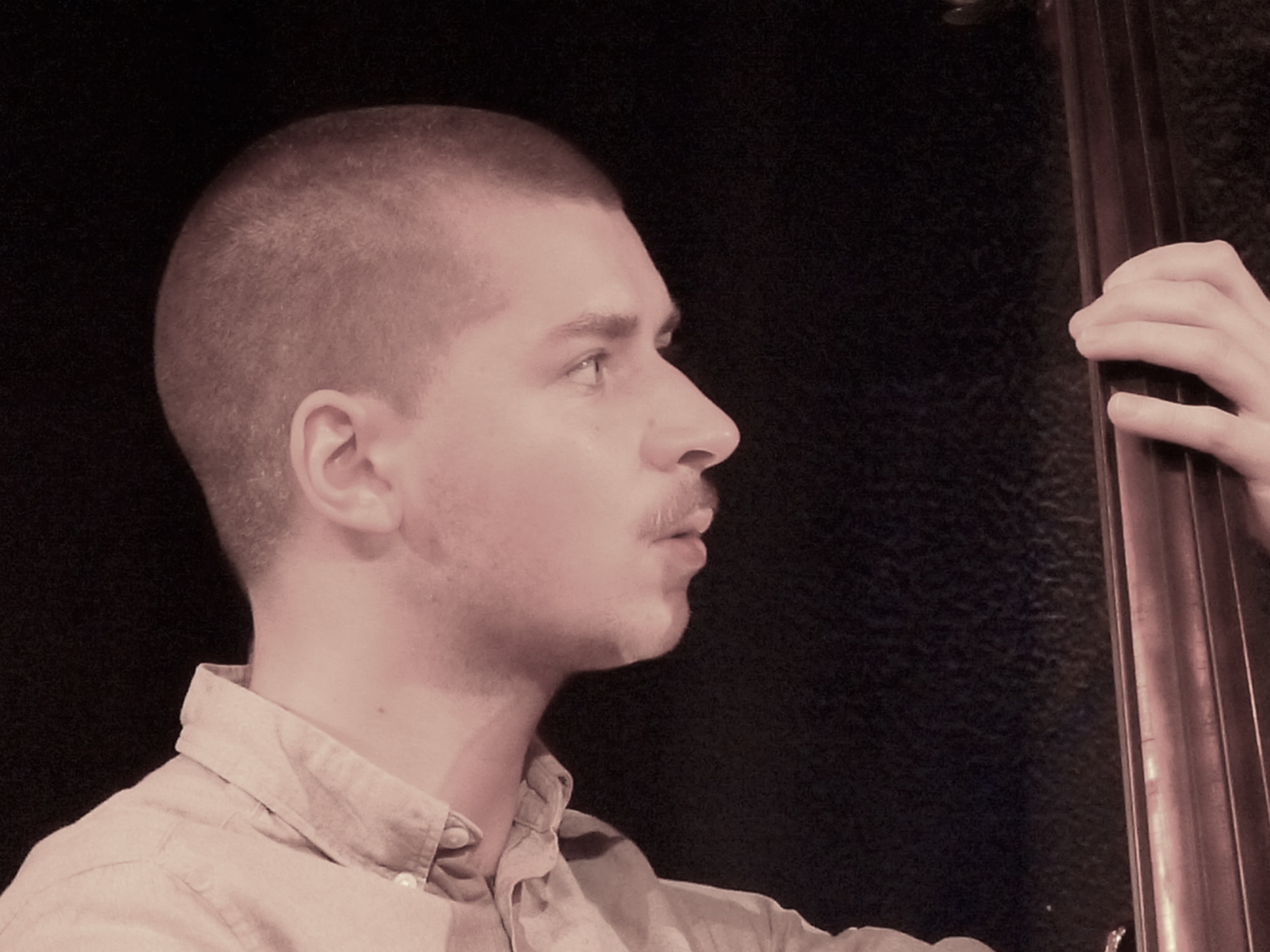
Roger Kintopf (2020)

Roger Kintopf (* 15. November 1998 in Darmstadt) ist ein deutscher Jazzmusiker (Kontrabass, Komposition).

## Leben und Wirken
Kintopf wuchs in einem musikalischen Elternhaus und sammelte seit seiner Kindheit Erfahrungen auf der Bühne. Früh erhielt er klassischen Klavierunterricht und gewann zunächst erste Preise bei Jugend musiziert und beim Internationalen Rotary Klavierwettbewerb. Im Alter von elf Jahren begann er, E-Bass zu spielen, bevor er zum Kontrabass wechselte. Er gehörte zum LandesJugendJazzOrchester Hessen, mit dem er 2015 in New York auftrat. Von 2016 bis 2018 studierte Kintopf an der Hochschule für Musik und Tanz Köln bei Dietmar Fuhr, Dieter Manderscheid und Jonas Burgwinkel. Seit 2019 studierte er am Conservatoire national supérieur de musique et de danse de Paris bei Riccardo Del Fra.
Zwischen 2016 und 2018 war Kintopf Mitglied des Bundesjazzorchesters, mit dem er 2017 durch Ecuador und Indien tourte und auf dessen Alben Cuban Fire (2016) und Verley uns Frieden (2018) dokumentiert ist. In der Pascal Klewer Bigband trat er mit Evan Parker, Kit Downes und Christian Lillinger auf und war an dem Album Chasing Memories (2019) beteiligt. Weiterhin spielte er mit Musikern wie Loren Stillman, Frank Gratkowski, Billy Test oder Jonas Burgwinkel und trat auf Festivals wie dem Jazzfest Bonn und den Eldenaer Jazz Evenings auf.

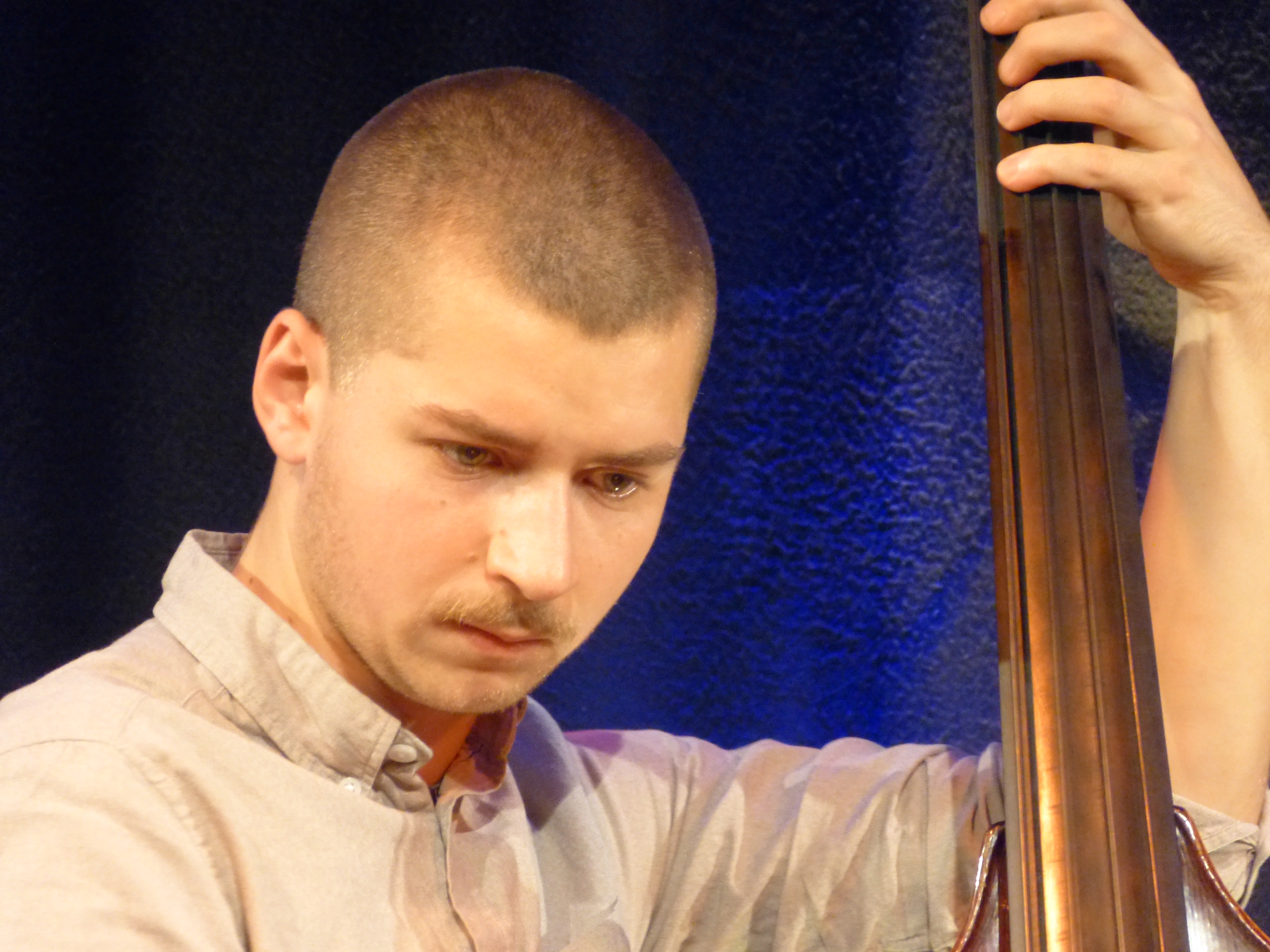
Roger Kintopf (2020)

Seit 2014 arbeitet Kintopf im Trio First Circle mit dem Saxophonisten Victor Fox und dem Schlagzeuger Felix Ambach. Das Trio gewann 2015 bei der Bundesbegegnung Jugend jazzt den Studiopreis des DLF und den Sonderpreis der UDJ für ihre herausragenden Kompositionen. 2017 erschien nach ihrem ersten Album Conversations with the Unknown das Folgealbum GLÄÜÖ. Mit seinem Quartett Structucture war Kintopf unter den Finalisten des (aufgrund der COVID-19-Pandemie 2020 nicht vergebenen) Biberacher Jazzpreises. Auch ist er auf dem Album Otherworld (2019) von Leon Maria Plecity sowie auf Reflex (2021) von Phillip Dornbusch und auf Hells the Hippest Way to Go (2022) mit Niklas Roever zu hören und arbeitet im Trio der Sängerin Lina Knörr.

## Diskographische Hinweise
- First Circle: GLÄÜÖ (Unit Records 2017, mit Victor Fox, Felix Ambach)
- Structucture (Double Moon Records 2020, mit Asger Nissen, Victor Fox, Felix Ambach sowie Felix Hauptmann, Travis Reuter)[3]
- Fox / Kaufmann / Kintopf / Berger: Cobra (Klaeng 2021)
- Percussion: Percussion II (Boomslang Records 2023, mit Felix Hauptmann, Leif Berger)[4]